# Cicatelli
I cicatielli sono un tipo di pasta corta lavorata a mano ricavata da un impasto di farina e acqua e hanno una forma allungata ottenuta schiacciando l'impasto sulla spianatoia.  Ricordano lontanamente la forma di una barca, sono simili ai cavatelli ma un po' più lunghi, senza apertura centrale, e con un'incavatura all'interno.
Viene generalmente servita con sughi di un certo spessore, salse a base di carne o di verdure fortemente saporite (rucola, cima di rapa, radicchio, ecc.)
L’area di origine, in Puglia, non è precisa.
Probabilmente vengono associati alla provincia di Foggia, soprattutto al Comune di San Nicandro Garganico (nel Gargano). Infatti, questo comune garganico, ha una particolare denominazione: “Città dei fiori secchi e dei cicatielli”.
Varietà: cicatielli di grano arso